# Tony Doyle (actor)
Michael Anthony Doyle (21 de julio de 1935 - 28 de enero de 2000) fue un actor de cine y televisión irlandés. Se hizo ampliamente conocido en Irlanda como un sacerdote entonces radical en el popular drama rural irlandés The Riordans, que comenzó en 1965. Trabajó constantemente en series, películas para televisión y largometrajes a lo largo de su vida. Murió inesperadamente en 2000, mientras actuaba en otro conocido drama rural irlandés, Ballykissangel.

## Carrera en la actuación
Saltó a la fama por primera vez interpretando a un sacerdote católico liberal, el padre Sheehy, en el icónico drama rural de RTÉ, The Riordans. Apareció en programas tan populares como Coronation Street, Between the Lines, 1990, Children of the North y Ballykissangel, y ganó un Premio de la Academia de Cine y Televisión Irlandesa a la mejor interpretación principal por su papel en la miniserie de 1998 Amongst Women. Tony Doyle también apareció en el primer episodio de Minder, "Gunfight at the OK Laundrette", interpretando a un irlandés borracho.
Su papel cinematográfico más famoso fue el de Tony como el jefe del SAS, el coronel Hadley, en la película británica de 1982 Who Dares Wins. Sus otros papeles cinematográficos incluyeron apariciones en Ulysses (1967), Quackser Fortune Has a Cousin in the Bronx (1970), Loophole (1981), Eat the Peach (1986), Secret Friends (1991), Damage (1992), Círculo de amigos. (1995) y como Tom French en I Went Down (1997).
Interpretó a George Ferguson en 10 episodios del drama televisivo Band of Gold de Kay Mellor de 1995 a 1996.
Estaba casado con Sally y era padre de seis hijos, incluida la actriz Susannah Doyle.

## Muerte y legado
Murió en el Hospital Saint Thomas en Lambeth, Londres, Inglaterra.
Brian Quigley, el personaje de Ballykissangel de Doyle, fue eliminado del programa en el primer episodio de la serie final, donde Quigley finge su propio suicidio, supuestamente ahogándose y huyendo a Brasil.
La BBC lanzó la beca Tony Doyle para nueva escritura después de su muerte. Los jueces incluyen a su amigo y coprotagonista de Ballykissangel, Lorcan Cranitch. Posteriormente, Cranitch protagonizó la serie de detectives de la BBC McCready and Daughter, que había sido escrita pensando en Doyle.

## Filmografía
| Año  | Título                                     | Papel           | Notas            |
| ---- | ------------------------------------------ | --------------- | ---------------- |
| 1967 | Ulysses                                    | Gardner         |                  |
| 1970 | Quackser Fortune Has a Cousin in the Bronx | Mike            |                  |
| 1981 | Loophole                                   | Nolan           |                  |
| 1982 | Who Dares Wins                             | Coronel Hadley  |                  |
| 1986 | Eat the Peach                              | Sean Murtagh    |                  |
| 1987 | Des Teufels Paradies                       | Quinn           |                  |
| 1991 | Secret Friends                             | Martin          |                  |
| 1991 | Aventuras en la ciudad de los dinosaurios  | Rex             |                  |
| 1991 | Murder in Eden                             | Tim Roarty      | Miniserie de BBC |
| 1992 | Damage                                     | Primer Ministro |                  |
| 1992 | Between the Lines                          | John Deakin     | Serie de BBC     |
| 1995 | Círculo de amigos                          | Dr. Foley       |                  |
| 1997 | I Went Down                                | Tom French      |                  |
| 1998 | Amongst Women                              | Michael Moran   | Miniserie de RTE |
| 1999 | The Boxer                                  |                 | Sin acreditar    |
| 1999 | A Love Divided                             | Padre Stafford  |                  |